# Поповкіно
Попо́вкіно (рос. Поповкино) — присілок у складі Великоустюзького району Вологодської області, Росія. Входить до складу Самотовінського сільського поселення.

## Населення
Населення — 48 осіб (2010; 45 у 2002).
Національний склад (станом на 2002 рік):
- росіяни — 91 %